# Estrema sinistra storica
Il partito dell'Estrema sinistra storica, anche noto come Partito della Democrazia, Partito dell'Estrema radicale e Partito radicale storico, è stato un partito politico italiano che ha cominciato a essere concepito dopo la sconfitta di Mentana (1867) e lo scioglimento del Partito d'Azione mazziniano, ma che fu fondato ufficialmente dall'esponente radicale repubblicano Agostino Bertani il 26 maggio 1877.
In alcuni contesti - in analogia con i termini destra storica e sinistra storica, riferiti ai partiti dell'epoca - il partito dell'estrema sinistra viene indicato come Estrema sinistra storica o Partito radicale storico, in modo da scongiurare possibili confusioni con omonimi partiti d'ispirazione affine, ma appartenenti alla storia della seconda metà del XX secolo.
L'estrema sinistra storica affondava le sue radici ideali nel filone più laico e repubblicano del Risorgimento italiano, quello mazziniano e garibaldino, ma con riferimenti propri al pensiero e all'azione di Carlo Cattaneo e di Carlo Pisacane.

## Storia

### Dalla crisi di Mentana alla vittoria elettorale dellasinistra storica

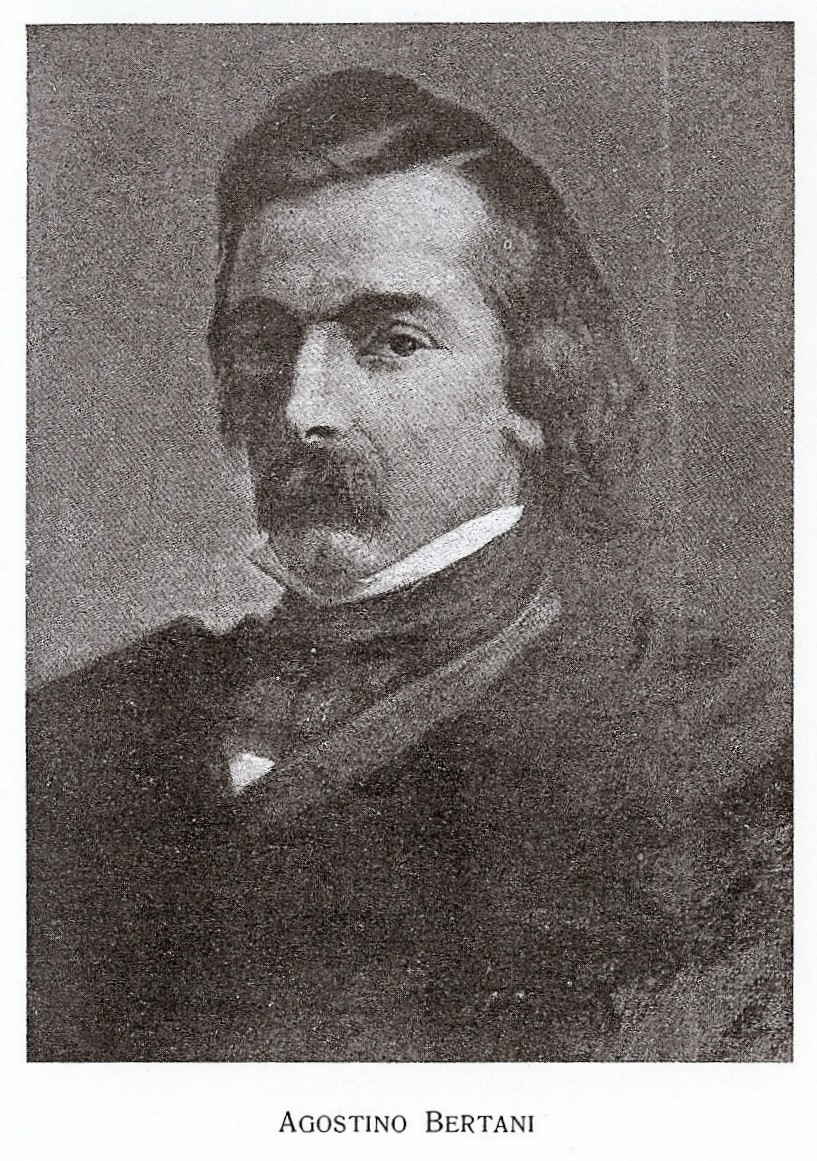
Agostino Bertani

Al primo congresso della Federazione dei Movimenti Democratici Italiani, tenutosi a Parma, nell'aprile 1866, Agostino Bertani (1812-1886) rappresenta la corrente parlamentaristica e radicale del movimento democratico e repubblicano. La linea politica di tale gruppo è essenzialmente realistica: Bertani ritiene necessario separare il problema istituzionale dal resto del programma politico democratico, essendo cosciente dell'estrema difficoltà di poter instaurare la forma repubblicana nell'Italia unita da poco. Contemporaneamente, però, Bertani ritiene opportuno utilizzare gli strumenti costituzionali offerti dalla monarchia per l'attuazione di radicali riforme e il mutamento delle istituzioni in senso democratico.
Tale progetto politico è evidenziato subito dopo la crisi di Mentana nel discorso di Bertani alla Camera dei deputati del 12 dicembre 1867. In tale sede, Bertani dichiara di parlare a nome di quei repubblicani che, senza abdicare alle proprie idee, avevano combattuto sotto il vessillo della monarchia e, prendendo atto del fossato apertosi tra la monarchia e i volontari dopo la sconfitta di Mentana, ritiene necessario che le istituzioni debbano ricolmare quel fossato, assecondando nell'aula parlamentare le rivendicazioni dei democratici. Nello stesso 1867 hanno inizio le pubblicazioni de “Il Gazzettino rosa”, testata dichiaratamente repubblicana, in totale conflitto con la classe politica al potere. Tra i suoi redattori: il deputato Antonio Billia e il giovane Felice Cavallotti.
Il primo atto ufficiale di differenziazione della sinistra radicale dalla sinistra storica è relazionato alla Camera proprio dal Billia, ed è il voto contrario all'esercizio provvisorio di bilancio (1869) del governo Lanza-Sella, al quale la sinistra storica vota a favore.
Immediatamente dopo il ritiro del contingente militare francese a difesa di Roma, Bertani (20 agosto 1870) richiede l'immediato intervento dell'esercito per il ricongiungimento all'Italia della futura Capitale; nel 1871, si batte con successo per l'apertura di un'“inchiesta agraria” sulle condizioni delle classi contadine, per la cui stesura sarà nominato vice Presidente della specifica commissione parlamentare.
Il primo programma organico del radicalismo italiano è redatto nel novembre 1872, ed è approvato al Congresso di Roma, indetto per iniziativa di Giuseppe Garibaldi; gli obiettivi principali sono: il suffragio universale, libertà di coscienza, istruzione laica gratuita e obbligatoria, autonomia amministrativa e decentramento, imposta unica e progressiva, abolizione della tassa sul macinato (l'imposta sulla macinazione del grano e dei cereali in genere), della tassa del sale, del dazio, della pena di morte e il dissodamento delle terre incolte.
Nel 1873 scompare prematuramente Antonio Billia e, per le elezioni suppletive è proposta la candidatura di Felice Cavallotti, all'epoca latitante, perché colpito da mandato di arresto. Cavallotti è eletto nel collegio di Corteolona, con ampio margine sul candidato della destra storica, ed entra per la prima volta in Parlamento. Il suo ingresso è però subordinato al rituale giuramento di fedeltà alla monarchia, che i repubblicani “intransigenti” si sono sempre rifiutati di prestare. Cavallotti, prima di recitare la formula dovuta, ribadisce le sue convinzioni repubblicane, precisando di non attribuire alcun valore etico o morale alla formalità cui si sottopone. Sin dal suo debutto in politica, pertanto, colui che sarà detto "il bardo della democrazia", dimostrava la tempra del suo indomabile carattere.
Nel maggio 1875, Bertani propone un ordine del giorno alla Camera – che lo approva - sull'uguaglianza di tutte le credenze religiose di fronte alla legge.
Nell'ottobre 1875, in vista delle elezioni politiche previste per l'anno successivo, Bertani illustra il programma radicale in un comizio a Rimini, quasi in risposta al contemporaneo discorso di Stradella del leader della sinistra storica Agostino Depretis. Alle elezioni del 1876, la sinistra giunge al potere; per l'estrema radicale entrano in Parlamento anche Giuseppe Marcora e Giovanni Bovio, che avevano abbandonato le posizioni dei repubblicani “intransigenti” per aderire alla linea partecipativa di Bertani e Cavallotti. Ma dopo essersi opposti ai governi della Destra storica, Bertani e Cavallotti prendono le distanze anche dalla Sinistra di Agostino Depretis, del quale condannano la pratica del trasformismo sul piano politico e morale.

### Costituzione del gruppo parlamentare

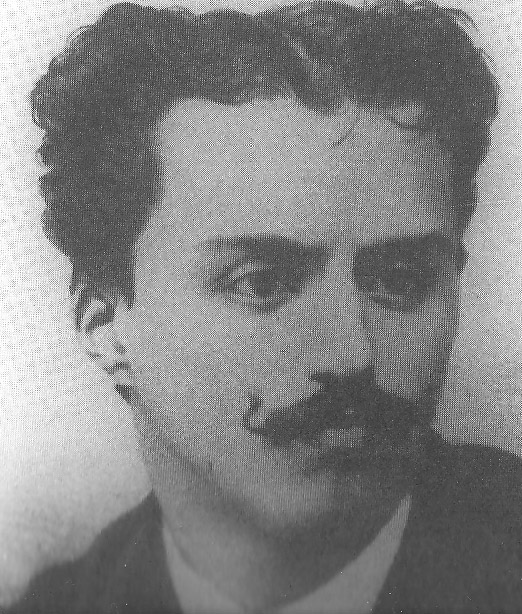
Felice Cavallotti

Il 26 maggio 1877, Agostino Bertani costituisce il separato gruppo parlamentare del Partito dell'estrema sinistra, dichiarando la sua opposizione al primo governo Depretis che, nel dicembre 1877, cade. A Depretis succede Benedetto Cairoli che, al contrario, ottiene la fiducia da parte dell'estrema sinistra, quasi al completo. Nel dicembre 1878, Depretis succede nuovamente a Cairoli, ma con il voto contrario e compatto dell'estrema sinistra. Il 14 luglio 1879, cade anche il terzo governo Depretis sull'impopolare legge sul macinato (nella quale il governo aveva proposto soltanto una lieve riduzione dell'imposta). Il 14 maggio 1880 si tengono le elezioni politiche anticipate e l’estrema consegue una ventina di deputati.
Due anni dopo, l'estrema sinistra riesce ad imporre l'approvazione di una legge elettorale che aumenta il numero degli elettori da circa mezzo milione ad oltre due milioni; grazie a tale riforma, nelle successive elezioni del 1882, riesce ad ottenere una quarantina di deputati. Entrano per la prima volta in Parlamento l'avvocato Ettore Sacchi e il socialista Andrea Costa, anch'egli eletto nelle liste dell’estrema. Come diretta risposta al trasformismo, in un congresso tenuto a Bologna nell'agosto 1883, l'estrema sinistra tenta di costituirsi in una forma più moderna di partito: il Fascio della democrazia, presieduto da un comitato centrale di tre membri, in rappresentanza delle sue principali componenti politiche: Giovanni Bovio per i repubblicani, Andrea Costa per i socialisti e Felice Cavallotti per i radicali. Quest'ultimo aveva ormai preso il posto dell'anziano Bertani, alla testa del gruppo radicale. Tra essi, si segnala la presenza di Ernesto Nathan, mazziniano di origine inglese e futuro sindaco di Roma. Il Fascio della Democrazia sorse anche in conseguenza della chiusura della principale testata dei radicali, vale a dire la Lega della Democrazia, fondato per volere di Garibaldi nel gennaio 1880 e diretto da Alberto Mario fino alla sua morte il 2 giugno 1883. Il giornale, già coi conti in rosso, chiuse definitivamente i battenti dopo la morte anche di Alessandro Castellani il 10 dello stesso mese.
Tuttavia, a causa di contrasti e divisioni tra le correnti, il “Fascio della democrazia” non riesce a diventare un partito nel senso moderno della parola e l'alleanza tra le tre componenti non va oltre la costituzione del gruppo parlamentare unico, almeno sino al 1892, e - poi - di un semplice cartello elettorale. Gli ultimi governi Depretis sono contrassegnati dall'irrigidimento dei radicali di fronte al trasformismo. Declama Cavallotti nel 1886: "Avremo veduto in due o tre anni tanti convincimenti mutarsi, tanti programmi impegnati la fede data lacerati, eretto a teoria di governo quello che sarebbe ascritto a biasimo sanguinoso dell'ultimo dei gentiluomini, il diritto di mancare alle più formali, solenni, sacrosanti promesse...; il parlamentarismo ridotto alla senile abilità nel comporre, giorno per giorno, comporre e ricomporre le maggioranze, non secondo i principi che definiscono i partiti, ma secondo le debolezze che trascinano i convincimenti degli uomini".
Ma l'azione radicale è rivolta anche alla questione scolastica, con la richiesta di laicità dell'istruzione; alla questione agraria, oggetto delle iniziative dell'anziano ma instancabile Bertani; alla legislazione sociale, in concorrenza con i primi socialisti e gli anarchici; alla condanna del "triplicismo" e dell'impresa africana. Il 30 aprile 1886 muore Agostino Bertani; l'anno successivo scompare anche il Presidente del Consiglio in carica, Agostino Depretis. Sale al governo Francesco Crispi.

### La lotta politica contro i governi Crispi

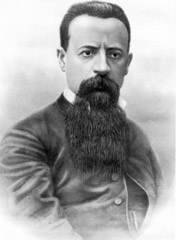
Giovanni Bovio

Con l'avvento al potere di Francesco Crispi, 33º grado del Grande Oriente d'Italia, la massoneria si adopera per indurre l'estrema radicale ad un atteggiamento benevolo verso il confratello. Cavallotti, pur non essendo massone, si pone inizialmente in un atteggiamento di attesa sulla politica dell'antico garibaldino (eccetto che per la politica coloniale). Ma lo scontro tra le due personalità diviene ben presto inevitabile. Il dissidio, tuttavia, verte più sulle derive autoritarie espresse dalla politica del nuovo Presidente del Consiglio, piuttosto che sulle singole problematiche che, spesso, trovano i radicali favorevoli, come sul progetto di codice penale del ministro Zanardelli (contenente l'abolizione della pena di morte) e la riforma amministrativa comunale e provinciale.
Nell'aprile 1888, Crispi si oppone alla discussione di un'interpellanza di Cavallotti: il “bardo” si dimette da deputato (verrà rieletto un mese dopo nel collegio di Milano) e prosegue la sua battaglia contro l'autoritarismo crispino. Alla fine dell'anno, Cavallotti illustra un ordine del giorno, fortemente critico verso la politica estera governativa e con forti accenti anti triplicisti e irredentisti. Crispi risponde con lo scioglimento dei comitati pro Trento e Trieste, con arresti e sequestri, il divieto dei comizi e – addirittura – con il licenziamento del ministro Seismit-Doda, simpatizzante dei temi irredentisti.
Contemporaneamente sorge l'esigenza, nell'ambito dell'estrema sinistra, di definire un programma comune di opposizione al governo Crispi, tenuto anche conto di un evidente atteggiamento di autonomia, da parte delle componenti repubblicana e, soprattutto, socialista, rispetto a quella radicale. Sorge così il congresso democratico del 13 maggio 1890; partecipano circa quattrocentocinquanta associazioni, la corrente radicale del partito, al gran completo, Bovio per i repubblicani e Costa per i socialisti. Il documento finale approvato passerà alla storia come il Patto di Roma.
I punti fondanti del programma espressi nel documento conclusivo del congresso, sono:
- revisione dell'art. 5 dello Statuto, che conferiva al sovrano il comando delle forze armate e il potere di dichiarare lo stato di guerra, prescindendo dal Parlamento[15];
- legge sulle incompatibilità, sull'indennità parlamentare e garanzia del diritto di interpellanza;
- rivendicazione del diritto di riunione e di associazione;
- largo sviluppo delle autonomie locali;
- indipendenza della magistratura dal potere politico;
- riparazione pecuniaria per gli errori giudiziari e la carcerazione ingiustamente subita;
- norme per il gratuito patrocinio;
- istruzione laica gratuita dall'asilo all'università e obbligatorietà dell'istruzione primaria;
- autonomia dell'istituzione universitaria;
- orario ordinario di lavoro non superiore a otto ore;
- istituzione delle camere del lavoro;
- tutela del lavoro femminile e minorile;
- pensioni e garanzie sociali per i lavoratori;
- sviluppo della cooperazione e del credito cooperativo;

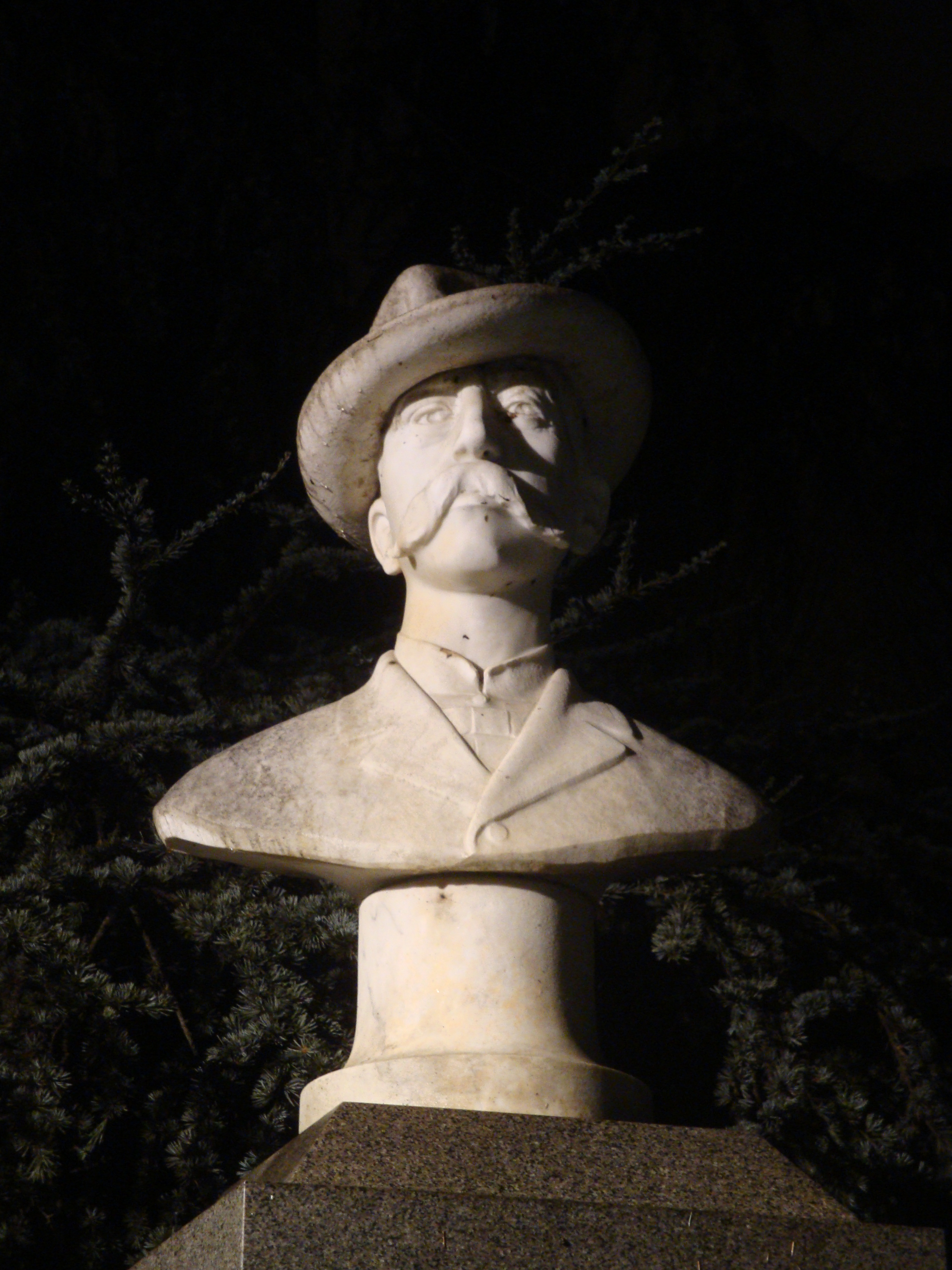
Il monumento a Felice Cavallotti presso i Giardini Pubblici di Alessandria (opera di Giovanni Rapetti)

Gran parte dei socialisti, tuttavia, per bocca di Filippo Turati e di Enrico Ferri, considerano insufficiente la parte sociale del programma e si astengono alle elezioni immediatamente successive al patto, per avviarsi verso la costituzione di un partito autonomo. Ciò comporta la perdita, da parte dell'estrema, di molti seggi nel nord, anche se, grazie ai successi conseguiti nell'Italia meridionale, il numero complessivo degli eletti raggiunge la cinquantina.
All'inizio del 1891, Crispi cade, a seguito delle dimissioni del ministro del tesoro, Giovanni Giolitti. Gli succede Antonio di Rudinì, che forma un governo di destra allargato alla corrente di Giovanni Nicotera. L'atteggiamento dell'estrema è ancora una volta di benevola attesa, nella speranza di riuscire a strappare dal governo alcune delle riforme sostenute nel Patto di Roma. Ma dopo soli tre mesi, la politica interna repressiva del nuovo governo e l'intenzione di rinnovare ancora una volta la Triplice Alleanza, induce i radicali a tornare ad un'opposizione decisa. Alla caduta del primo governo Di Rudinì, Cavallotti tenta un accordo per l'ingresso dell'estrema in un governo guidato da Giuseppe Zanardelli, ma re Umberto I incarica Giovanni Giolitti. L'opposizione prosegue anche con il primo governo Giolitti (1892), pur con le defezioni di alcuni deputati della periferia.
La crisi interna dell'estrema sinistra è resa evidente nella consultazione del novembre 1892, dopo la costituzione del Partito Socialista Italiano, ove i socialisti conseguono sei seggi. In tali elezioni, infatti, anche se l'estrema aumenta ancora una volta la propria rappresentanza, alcuni radicali sono eletti con l'appoggio governativo (e lo contraccambieranno in aula), mentre Cavallotti e Imbriani risultano sconfitti.
Lo scandalo della Banca Romana, messo in luce dal deputato dell'estrema Napoleone Colajanni, fa cadere il governo Giolitti e favorisce il ritorno di Francesco Crispi (1893). Nel frattempo Cavallotti è rientrato alla Camera e riesce a ricompattare il suo gruppo in una lotta unitaria contro l'autoritario ministro siciliano. La battaglia parlamentare si infiamma dopo la sanguinosa repressione dei moti dei Fasci siciliani; in tale occasione, Cavallotti acquisisce un consenso insperato, sia nell'opinione pubblica che in estesi settori del Parlamento. Tuttavia non è l'opposizione radicale a far cadere Crispi, bensì la sconfitta di Adua (1896).

### La crisi di fine secolo e la trasformazione dell'estremain "Partito Radicale italiano"
A Crispi succede nuovamente Antonio di Rudinì, al cui governo - per la prima volta dai tempi di Benedetto Cairoli - l'estrema fornisce l'appoggio esterno (pur con la contrarietà di Ettore Sacchi).
Alle elezioni del 1897 l’estrema, in alleanza con i socialisti, riesce ad eleggere ottantuno deputati alla Camera; ma, all'indomani, ventidue di essi l'abbandonano per formare il gruppo parlamentare del Partito Repubblicano Italiano, costituito due anni prima; tra di loro: Giovanni Bovio, Napoleone Colajanni, Matteo Renato Imbriani, Salvatore Barzilai ed  Edoardo Pantano.

Ettore Sacchi

Il 6 marzo 1898, Felice Cavallotti è ucciso in duello dal giornalista conservatore Ferruccio Macola. La sua prematura scomparsa getta l'estrema radicale in una crisi - forse - mai più completamente sanata. Contestualmente alla scomparsa del suo leader storico, infatti, l'estrema è irrimediabilmente indebolita dal formarsi alla sua sinistra del Partito Socialista Italiano e del Partito Repubblicano Italiano. Dopo i moti milanesi del maggio 1898, e l'arresto dei deputati socialisti Filippo Turati, Anna Kuliscioff, Andrea Costa e del radicale Carlo Romussi, Ettore Sacchi si offre come difensore legale degli arrestati, non disdegnando di essere chiamato "l'avvocato dei socialisti" ed assumendo progressivamente la figura di leader dell'estrema.
In occasione dell'assassinio del re Umberto I (29 luglio 1900), Sacchi commemora il sovrano con parole di quasi esaltazione, dimostrando un lealismo dinastico ormai dichiarato e convinto. Di fronte alle critiche apparse sul quotidiano della sinistra Il Secolo, Sacchi risponde che il partito radicale non avrebbe ragion d'essere se non distinguendosi dai repubblicani e ripudiando le loro pregiudiziali. Un anno dopo, Sacchi, pur vivamente contestato dagli stessi compagni di partito, come Carlo Romussi, ribadisce l'assoluta convinzione che ogni “pregiudiziale” nei confronti della monarchia debba essere abbandonata, ritenendo tutte le riforme propugnate dai radicali compatibili con la monarchia.
Nel 1901, al momento della costituzione del governo Zanardelli-Giolitti, Sacchi e Marcora, capi delle due principali correnti del partito radicale, sono invitati a partecipare alla coalizione. L'intesa s'infrange sul nodo delle spese militari. Nel 1903, è nuovamente Giolitti, incaricato di costituire il nuovo governo, a chiedere ai radicali di prendervi parte. E ancora una volta Sacchi frappone un rifiuto (Marcora e il suo gruppo, peraltro, votano a favore del secondo governo Giolitti). Di fronte alle difficoltà del momento, anche i radicali, nel corso del I Congresso Nazionale, svoltosi a Roma, il 27-30 maggio 1904, si costituiscono in partito ufficiale. Sorge così il Partito Radicale Italiano, che assorbe la precedente formazione politica.

## Esponenti principali
- Giulio Alessio
- Antonio Billia
- Giosuè Carducci
- Napoleone Colajanni
- Malachia De Cristoforis
- Matteo Renato Imbriani
- Edoardo Pantano
- Francesco Saverio Nitti

- Salvatore Barzilai
- Giovanni Bovio
- Giovanni Cantoni
- Andrea Costa
- Giuseppe Marcora
- Carlo Romussi
- Agostino Bertani

- Felice Cavallotti
- Enrico Ferri
- Ernesto Nathan
- Ettore Sacchi